# Bertil Wiman
Bertil Werner Wiman, född 1954, är svensk rättslärd.
Bertil Wiman var professor i internationell skatterätt 1996–2001 och innehade KPMG:s professur i skatterätt 2001–2008, båda vid Handelshögskolan i Stockholm. Han är för närvarande (2020) professor i finansrätt vid Uppsala universitet. Han är även inspektor vid Västgöta nation.